# Gifu Gokoku-jinja

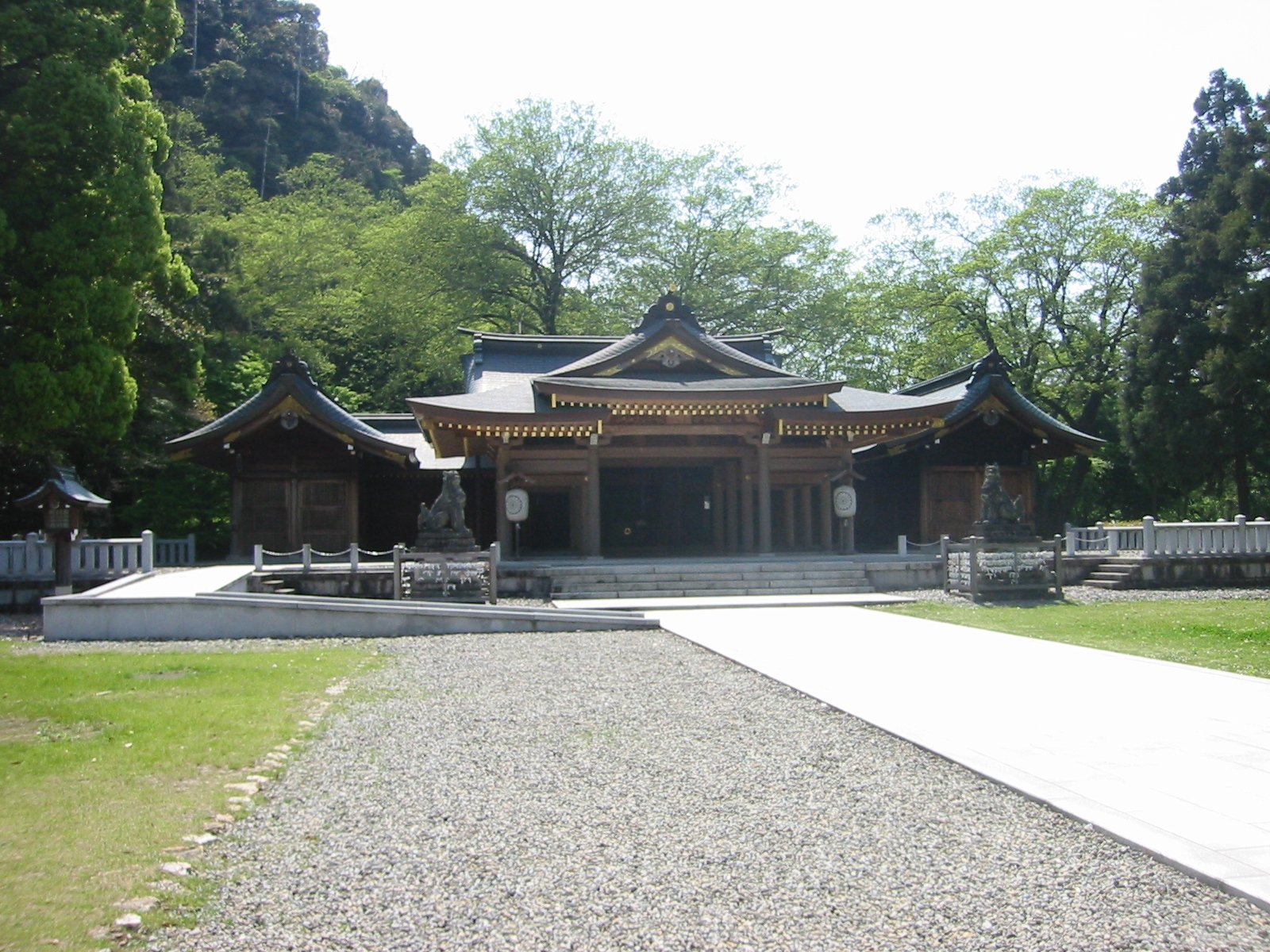
Vue d'ensemble du Gifu Gokoku-jinja.

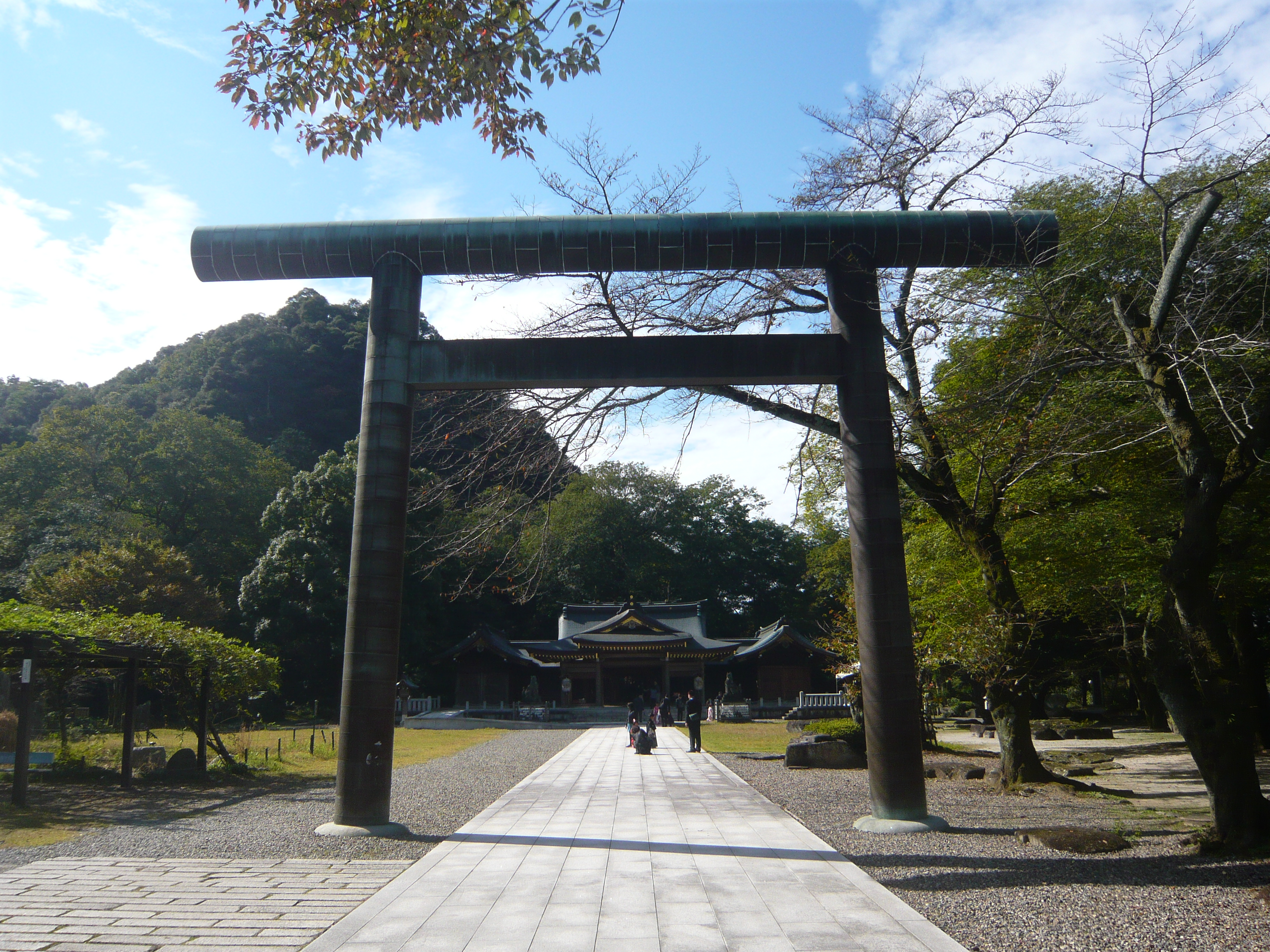
Principale porte (torii) du Gifu Gokoku-jinja.

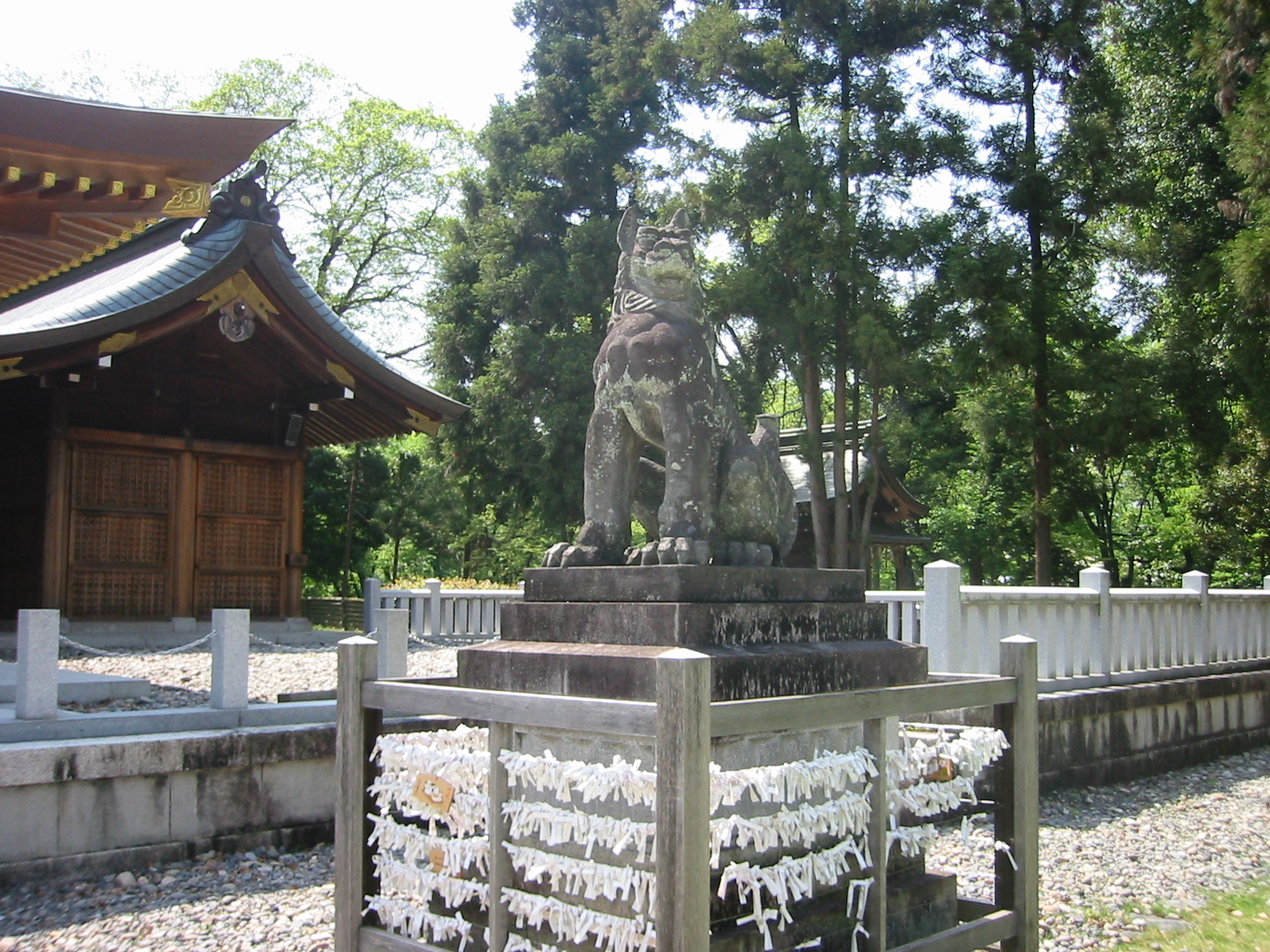
Komainu.

Le Gifu Gokoku-jinja (岐阜護國神社) est un sanctuaire shinto situé au pied du mont Kinka à Gifu, préfecture de Gifu au Japon. Le sanctuaire est dédié aux 37 000 habitants de la préfecture de Gifu morts dans les guerres depuis la restauration de Meiji. Des cérémonies officielles sont également organisées au proche hôtel Seiran qui fait partie des installations du sanctuaire.
Les deux festivals du sanctuaires se tiennent les 12 avril et 5 octobre.

## Histoire
Durant la première partie de l'ère Meiji il existe deux sanctuaires dans la préfecture de Gifu dédiés aux victimes de guerre. À Ōgaki, il y a l'Ōgaki Shōkonsha (大垣招魂社), plus tard renommé Nōhi Gokoku-jinja. À Takayama, le Hida Shōkonsha (飛騨招魂社), plus tard renommé Hida Gokoku-jinja. Ces deux sanctuaires ne servent cependant que leurs zones environnantes et de nombreux districts de la préfecture ne disposent pas de sanctuaires pour honorer leurs morts de guerre.
Après la fin du conflit russo-japonais en 1905, des plans pour la construction d'un nouveau sanctuaire commencent à être conçus afin de remédier à cette situation. L'édification ne commence cependant pas avant 1939 quand est enfin accordée la permission de bâtir le sanctuaire. Il est achevé en 1940 et appelé Gifu Gokoku-jinja. Après la Seconde Guerre mondiale, le sanctuaire est renommé Mino Mitama-jinja (美濃御霊神社) pour recouvrer plus tard son nom original.

## Floraison des cerisiers
Le Gifu Gokoku-jinja  est bien connu pour la floraison de ses cerisiers (sakura) au printemps. Son ukai-zakura (鵜飼桜), planté il y a plus de cent ans, fait partie des premiers de la ville à fleurir. La circonférence du tronc de l'arbre fait quelque 2,5 m et l'arbre lui-même près de 8 m de haut. Les cerisiers tiennent leur nom de ce que leur floraison  passe pour indiquer le nombre d'ayu qui seront pris au cours de la saison à venir (ukai) de  pêche au cormoran sur la Nagara-gawa.